# Втрати 1-го мотострілецького полку (РФ)
У статті наведено подробиці поіменних втрат 1-го мотострілецького полку, збройних сил РФ у різних війнах.

## Російсько-українська війна
| п/п | Прізвище, ім'я, по батькові                                           | Звання/посада                | Дата народження | Дата смерті | Місце смерті       |
| --- | --------------------------------------------------------------------- | ---------------------------- | --------------- | ----------- | ------------------ |
| 1.  | Щоткін Олександр Вікторович (рос. Щёткин Александр Викторович)        | майор                        | 30.03.1983      | 15.03.2022  |                    |
| 2.  | Легенький Іван Андрійович (рос. Легенький Иван Андреевич)             | рядовий                      | 19.11.2002      | 24.03.2022  | Ізюм               |
| 3.  | Ішманов Едуард Фанілевич (рос. Ишманов Эдуард Фанилевич)              | сержант                      | 07.11.2000      | 28.03.2022  | Харківська область |
| 4.  | Межуєв Денис Валерійович (рос. Межуев Денис Валерьевич)               | підполковник, командир полку | 15.11.1982      | 10.04.2022  | Харківська область |
| 5.  | Даржай Самір Станіславович (рос. Даржай Самир Станиславович)          | рядовий                      | 21.11.1999      | 28.04.2022  |                    |
| 6.  | Філатов Олександр Сергійович (рос. Филатов Александр Сергеевич)       | сержант                      | 24.03.1985      | 04.05.2022  | Харківська область |
| 7.  | Батиров Артур Артурович (рос. Батыров Артур Артурович)                | старший лейтенант            | 19.10.1993      | 21.05.2022  | Ізюм               |
| 8.  | Шаров Борис Сергійович (рос. Шаров Борис Сергеевич)                   | сержант                      | 24.04.1997      | 21.05.2022  |                    |
| 9.  | Ферапотнов Сергій Володимирович (рос. Ферапонтов Сергей Владимирович) | рядовий                      | 13.01.1977      | 03.07.2022  | Довгеньке          |
| 10. | Ананічев Олександр Михайлович (рос. Ананичев Александр Михайлович)    | майор, в.о. командира полку  | 25.05.1991      | 11.07.2022  | Харківська область |
| 11. | Меньшов Микола Петрович (рос. Меньшов Николай Петрович)               | старший прапорщик            | 12.07.1987      | 01.09.2022  |                    |
| 12. | Круженков Лев Олексійович (рос. Круженков Лев Алексеевич)             |                              |                 | 05.09.2022  | Ізюм               |
| 13. | Бусигін Ілля Костянтинович (рос. Бусыгин Илья Константинович)         | рядовий                      | 29.09.1999      | 27.11.2022  | Луганська область  |
| 14. | Панченко Олексій Олександрович (рос. Панченко Алексей Александрович)  | старший лейтенант            | 30.07.1982      | 15.06.2023  |                    |